# Campionato africano femminile di calcio 2002
Il campionato africano femminile di calcio 2002 è stata la quinta edizione della massima competizione calcistica per nazionali femminili organizzata dalla Confédération Africaine de Football (CAF). Si è disputato tra il 7 e il 20 dicembre 2002 in Nigeria. Il campionato è servito anche da qualificazione al campionato mondiale 2003, al quale hanno avuto accesso le due nazionali finaliste.
Il torneo è stato vinto per la quinta volta consecutiva dalla Nigeria, che in finale ha superato il Ghana per 2-0.

## Scelta della sede
Sebbene il Botswana avesse avanzato l'ipotesi di ospitare la fase finale del campionato africano 2002, la CAF non ricevette alcun proposta concreta. Pertanto, la CAF chiese alla Nigeria di poter ospitare il torneo, dopo averlo già fatto nel 1998, ottenendo risposta positiva.

## Formato
Alla fase finale accedevano 8 squadre nazionali, delle quali la Nigeria come ospite e detentrice del titolo, mentre le altre 7 tramite le qualificazioni. La fase di qualificazione era organizzata su due fasi a eliminazione diretta; al turno preliminare hanno preso parte 14 squadre, mentre al turno finale alle sette vincitrici si sono aggiunte altre sette squadre, che si sono sfidate in partite di andata e ritorno per stabilire le sette squadre che avrebbero preso parte alla fase finale. Nella fase finale, invece, le otto squadre partecipanti erano suddivise in due gruppi da quattro, con partite di sola andata. Le prime due di ciascun raggruppamento si qualificavano per le semifinali, con le prime classificate a incontrare le seconde dell'altro gruppo. Le due squadre finaliste si qualificava alla fase finale del campionato mondiale 2003.

## Qualificazioni

### Primo turno
| Squadra 1           | Totale      | Squadra 2          | Andata | Ritorno |
| ------------------- | ----------- | ------------------ | ------ | ------- |
| Zambia              | [ 4 ]       | Botswana           | -      | -       |
| Etiopia             | [ 4 ]       | Swaziland          | -      | -       |
| Eritrea             | 4 - 5       | Tanzania           | 2 - 3  | 2 - 2   |
| Angola              | 6 - 1       | Guinea Equatoriale | 3 - 0  | 3 - 1   |
| São Tomé e Príncipe | 0 - 8       | Gabon              | 0 - 2  | 0 - 6   |
| Senegal             | [ 4 ]       | Guinea-Bissau      | -      | -       |
| Costa d'Avorio      | 4 - 4 (gfc) | Mali               | 3 - 3  | 1 - 1   |

### Secondo turno
| Squadra 1 | Totale          | Squadra 2    | Andata | Ritorno |
| --------- | --------------- | ------------ | ------ | ------- |
| Zambia    | 1 - 8           | Sudafrica    | 1 - 4  | 0 - 4   |
| Etiopia   | 4 - 2           | Uganda       | 2 - 0  | 2 - 2   |
| Tanzania  | 0 - 10          | Zimbabwe     | 0 - 5  | 0 - 5   |
| Angola    | 1 - 1 (5-4 dtr) | RD del Congo | 1 - 0  | 0 - 1   |
| Gabon     | 0 - 4           | Camerun      | 0 - 0  | 0 - 4   |
| Senegal   | 1 - 6           | Ghana        | 0 - 3  | 1 - 3   |
| Mali      | 0 - 0 (5-4 dtr) | Marocco      | 0 - 0  | 0 - 0   |

## Squadre partecipanti
| Pr. | Squadra   | Partecipante in quanto                                                                 | Ultima presenza |
| --- | --------- | -------------------------------------------------------------------------------------- | --------------- |
| 1   | Nigeria   | Detentrice del titolo e rappresentativa della nazione organizzatrice della fase finale | 2000            |
| 2   | Angola    | Vincitrice della fase di qualificazione                                                | 1995            |
| 3   | Camerun   | Vincitrice della fase di qualificazione                                                | 2000            |
| 4   | Etiopia   | Vincitrice della fase di qualificazione                                                | Esordiente      |
| 5   | Ghana     | Vincitrice della fase di qualificazione                                                | 2000            |
| 6   | Mali      | Vincitrice della fase di qualificazione                                                | Esordiente      |
| 7   | Sudafrica | Vincitrice della fase di qualificazione                                                | 2000            |
| 8   | Zimbabwe  | Vincitrice della fase di qualificazione                                                | 2000            |

## Stadi
Il campionato venne ospitato da due impianti in Nigeria.
| Oghara          | Oghara Warri Stadi ospitanti il campionato africano femminile di calcio 2002. | Warri           |
| Stadio comunale | Oghara Warri Stadi ospitanti il campionato africano femminile di calcio 2002. | Stadio comunale |
|                 | Oghara Warri Stadi ospitanti il campionato africano femminile di calcio 2002. |                 |

## Fase finale

### Fase a gruppi

#### Gruppo A
| Pos. | Squadra | Pt | G | V | N | P | GF | GS | DR |
| ---- | ------- | -- | - | - | - | - | -- | -- | -- |
| 1.   | Ghana   | 9  | 3 | 3 | 0 | 0 | 6  | 0  | +6 |
| 2.   | Nigeria | 6  | 3 | 2 | 0 | 1 | 8  | 2  | +6 |
| 3.   | Mali    | 1  | 3 | 0 | 1 | 2 | 3  | 9  | -6 |
| 4.   | Etiopia | 1  | 3 | 0 | 1 | 2 | 2  | 8  | -6 |

| Arbitro: | Chimane Nombauli |

|                           |           |  |
| Mbachu 15’ Akide 63’, 66’ | Marcatori |  |

| Arbitro: | Xonam Agboyi |

|  |           |                        |
|  | Marcatori | 55’ Sackey 78’ Dgajmah |

| Arbitro: | Mukulu Mbula |

|                        |           |                       |
| Endegene-Leme 61’, 70’ | Marcatori | 57’ Konaté 44’ Samake |

| Arbitro: | Ondo Akono |

|  |           |            |
|  | Marcatori | 33’ Sackey |

| Arbitro: | Xonam Agboyi |

|                                                   |           |            |
| Akide 38’ Nkwocha 40’, 70’ Iweta 49’ Chiejine 82’ | Marcatori | 60’ Samake |

| Arbitro: | Chimane Nombauli |

|                              |           |  |
| Sackey 30’, 60’ Gyamfuah 75’ | Marcatori |  |

#### Gruppo B
| Pos. | Squadra   | Pt | G | V | N | P | GF | GS | DR |
| ---- | --------- | -- | - | - | - | - | -- | -- | -- |
| 1.   | Sudafrica | 7  | 3 | 2 | 1 | 0 | 6  | 3  | +3 |
| 2.   | Camerun   | 4  | 3 | 1 | 1 | 1 | 2  | 2  | 0  |
| 3.   | Angola    | 2  | 3 | 0 | 2 | 1 | 2  | 3  | -1 |
| 4.   | Zimbabwe  | 2  | 3 | 0 | 2 | 1 | 2  | 4  | -2 |

| Arbitro: | Bola Abidoye |

|                       |           |             |
| Phewa 70’ Carelse 71’ | Marcatori | 52’ Anounga |

| Arbitro: | Bolanle Sekiteri |

|               |           |            |
| Gonçalves 16’ | Marcatori | 48’ Talent |

| Oghara 11 dicembre 2002 | Camerun            | 0 – 0 | Zimbabwe | Stadio comunale\| Arbitro: \| Scholastica Tetteh \| |
| Arbitro:                | Scholastica Tetteh |       |          |                                                     |

| Arbitro: | Constance Adipo |

|             |           |           |
| Monyepao 9’ | Marcatori | 74’ Ramos |

| Arbitro: | Scholastica Tetteh |

|                |           |  |
| Ngono Mani 89’ | Marcatori |  |

| Arbitro: | Bola Abidoye |

|                     |           |            |
| Phewa 27’, 33’, 61’ | Marcatori | 50’ Talent |

### Fase a eliminazione diretta

#### Tabellone
|  | Semifinali | Semifinali  | Semifinali |         |       | Finale          | Finale          | Finale          |  |
|  |            |             |            |         |       |                 |                 |                 |  |
|  | 1A         | Ghana (dts) | 3          |         |       |                 |                 |                 |  |
|  | 1A         | Ghana (dts) | 3          |         |       |                 |                 |                 |  |
|  | 2B         | Camerun     | 2          |         |       |                 |                 |                 |  |
|  | 2B         | Camerun     | 2          |         | Ghana | Ghana           | 0               |                 |  |
|  |            |             |            |         | Ghana | Ghana           | 0               |                 |  |
|  |            |             | Nigeria    | Nigeria | 2     |                 |                 |                 |  |
|  | 1B         | Sudafrica   | Nigeria    | Nigeria | 2     | 0               |                 |                 |  |
|  | 1B         | Sudafrica   |            |         |       | 0               |                 |                 |  |
|  | 2A         | Nigeria     | 5          |         |       | Finale 3º posto | Finale 3º posto | Finale 3º posto |  |
|  | 2A         | Nigeria     | 5          |         |       |                 |                 |                 |  |
|  |            |             |            |         |       |                 |                 |                 |  |
|  |            |             |            |         |       | Camerun         | Camerun         | 3               |  |
|  |            |             |            |         |       | Camerun         | Camerun         | 3               |  |
|  |            |             |            |         |       | Sudafrica       | Sudafrica       | 0               |  |

### Semifinali
| Arbitro: | Constance Adipo |

|                                         |           |                                |
| Dgajmah 2’ Gyamfuah 75’ Bayor 120’ (gg) | Marcatori | 83’ Pokam 90’ (rig.) Belemgoto |

| Arbitro: | Chimane Nombauli |

|  |           |                                                    |
|  | Marcatori | 31’ Yusuf 47’ Chiejine 56’, 81’ Mbachu 69’ Nkwocha |

### Finale terzo posto
| Warri 20 dicembre 2002 | Camerun | 3 – 0 | Sudafrica | Stadio comunale |

### Finale
| Arbitro: | Xonam Agboyi |

|  |           |                           |
|  | Marcatori | 25’ Nkwocha 75’ Effionwan |

## Statistiche

### Classifica marcatrici
4 reti
- Alberta Sackey
- Perpetua Nkwocha
- Veronica Phewa

3 reti
- Mercy Akide
- Stella Mbachu

2 reti
- Awasso Endegene-Leme
- Mavis Mah Dgajmah
- Nana Ama Gyamfuaa
- Rokiatou Samake
- Ifenyichukwu Chiejine
- Esther Zulu Talent

1 rete
- Irene Gonçalves
- Jacinta Rios
- Antoinette Anounga
- Rolande Belemgoto (1 rig.)
- Christelle Pokam
- Madeleine Ngono Mani
- Adjoa Bayor
- Maïchata Konaté
- Ekpo Effionwan
- Florence Iweta
- Olaitan Yusuf
- Antonia Carelse
- Lydia Monyepao